# نقوش صخرية بالجنوب الوهراني
النقوش الصخرية بالجنوب الوهراني هي نقوش ماقبل تاريخية تعود إلى العصر الحجري الحديث، تقع جنوب الإقليم الوهراني الجزائري موزعة على امتداد الأطلس الصحراوي، في فكيك وعين الصفراء والبيض وآفلو وتيارت والجلفة وحتى قسنطينة. رغم أن بعض علماء الآثار أكدوا في الماضي أن هذه النقوش المستمدة من فن العصر الحجري القديم العلوي الأوروبي، هذه النظرية اليوم رفضت نهائيا.

## تاريخ
هي أقل شهرة من النقوش الصخرية في موقع طاسيلي ناجر، غير أن نقوش جنوب وهران كانت موضوع دراسة منذ عام 1863. وأهم الأعمال تعود إلى أ.بوميل (من 1893 إلى 1898)، ستيفان غسيل (من 1901 إلى 1927)، غ.ب.م فلاماند (من 1892 إلى 1921)، ليو فروبنيوس وهوغو أوبيرماير (في عام 1925)، الأب هنري بريويل (من 1931 إلى 1957)، ل. جوليود (من 1918 إلى 1938)، وريموند فاوفري (من 1935 إلى 1955).
في عام 1955 وعام 1964 قضى هنري لوت عدة أشهر في المنطقة ما سمح له باستكمال البحوث السابقة، ليضيف المئات من البحوث الجديدة والتي نشرها في عام 1970 النقوش الصخرية في جنوب الوهراني في سلسلة من «مذكرات من مركز البحوث الأنثروبولوجية وعلم الإنسان ما قبل التاريخ» (CRAPE) أشرف عليه بالجزائر العاصمة من قبل مولود معمري (الفنون والحرف الجرافيكية، باريس، 210 صفحة ونسخ تصوير فوتوغرافي)، جزء ملحوظ من الكتاب مكرس على وجه الخصوص لنقوش منطقة البيض. بالنسبة لمنطقة هنري لوت، تعتبر منطقة الجنوب الهراني واحدة من «ثلاثة مراكز فنية رئيسية في الفترة البوبالية» مع طاسيلي («وادي جيرات») وفزان.

## يرجع تاريخها
في هذا العمل يروي لوت قصة "محطة ميندر"، بالقرب من بريزينا، وقد ترجع إلى عام 3900 قبل الميلاد، دون أن يكون هذا الرقم قادر على "أن يعزى إلى فئة محددة من النقوش التي زخرفة الجدران 'من المحطة.' أقدم هذه النقوش، من ناحية أخرى، يظهر العديد من أوجه الانتماء مع تاسيلي الذي يقترح الحد الأدنى من تاريخ حوالي 5000. ولذلك هناك غرفة، وفقا له، إلى "اعتماده للمادة جنوب الوهراني معلومات أفضل قد تكون متاحة ".

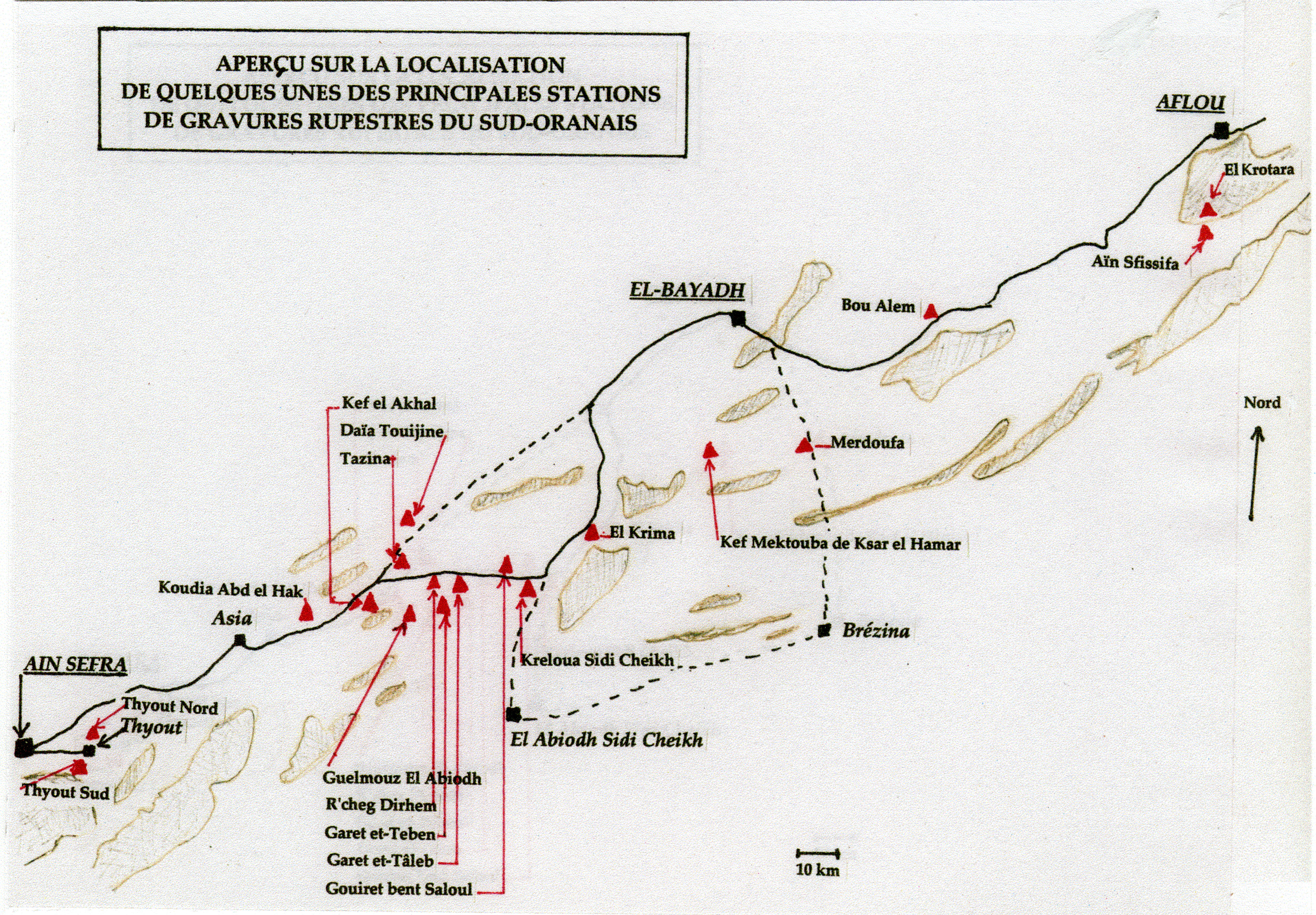
المواقع الرئيسية للنقش الصخرية بالجنوب الوهراني.

### مواقع وتفصيل
- فكيك
- عين صفرة
- البيض
- أفلو
- تيارت

### مجموعات أخرى مماثلة من النقوش
- بوسعادة (الجزائر)
- الجلفة (الجزائر)
- الأغواط (الجزائر)
- قسنطينة (الجزائر)
- تاغيت (الجزائر)
- طاسيلي (الجزائر)
- فزان (ليبيا)

## التسلسل الزمني

### التصنيفات الأقدم
أ. بوميل، والاعتماد على تحديد الحيوانات التي كانت في وقت لاحق متنازع عليها، هو في جذور موقف بعض الكتاب الذين يعتقدون أن النقوش تنتمي إلى العصر الحجري القديم.
يعتبر ستيفان غسيل من ناحية أخرى أقدم النقوش التي تظهر الظباء والفيلة لتكون العصر الحجري الحديث، وميزها عن صور الكباش، التي تعكس وفقا له طقوسا مصرية قديمة، والتي، مثل صور الكابينات التي نسبها إلى الفترة التاريخية.
التصنيف الذي اقترحه غم فلاماند على أساس دراسة التقنيات وباتيناس تميز المجموعة الأولى من النقوش الطبيعية (هارتبيست، الفيل، وحيد القرن، الكباش، الحمير، الخيول، الظباء)، الثانية، ليبيكو-بربر مجموعة (النقوش من نمط منحل، الخيول الصغيرة، الجمال، الحروف الأبجدية) ومجموعتين متأخرتين (النقوش العربية والكتابة على الجدران الحديثة).
بالنسبة لهوجو أوبيرماير، توجد مجموعتان فرعيتان في النقوش الحجريية، وهي أقدم من النمط الطبيعي (هارتبيست)، والأحدث من النمط شبه الطبيعي (مواضيع أقل تفصيلا وأصغر حجما). كانت عبادة الكبش مع المجال، وفقا له، موطنه لسكان شمال أفريقيا قبل أن اعتمدها المصريون.
هنري بريويل من جانبه تميز ثلاث مراحل. في المرحلة الأولى، المعاصرة مع نهاية الكابسيان، وقال انه يضع هارتبيست كبير مع قرون قرنية، والفيلة، وأسلوب جدا أنجزت وكذلك شخصيات بشرية كبيرة (قصر العمار). المرحلة الثانية، التي يصفها إلى العصر الحجري الحديث السفلى، تجمع الكبش الكبير من بو أليم، هارتبيست، وحيد القرن، والفيلة وغيرها من الحيوانات في أسلوب أقل إنجازا. لم يكن رام، حتى الآن، مدجنة ولكن ترويض فقط، وعبادته هو أصل أصلا من رد الفعل على المعتقد المصري. وتشمل المرحلة الثالثة الأرقام ذات النمط المنحط.
ريمون فوفري، دراسة صناعة أدوات الصوان وجدت عند سفح الصخور محفورة، يأخذ الشخصيات الطبيعية إلى «العصر الحجري الحديث للتقاليد الكابسية» المستمدة من العصر الحجري الحديث في مصر، ويضعهم بين 4200 و 2000 قبل الميلاد. الكبش الذي يعتبره مستأنسا، هو مجرد تبديل من عبادة أمون المصرية، ولا يمكن أن يكون تمثيلها أكبر من 2200 قبل الميلاد. ل هنري لوت ومع ذلك، لا توجد أي حجة أثرية التي ينبغي أن تسبب واحدة لفصل الكباش، من المفترض أن تكون في وقت لاحق، من هارتبيست العملاقة، الفيلة أو وحيد القرن. وبما أنها مثل العصر الحجري الحديث، فإنها لا يمكن أن تستمد من الكبش المصري، وليس من الضروري أن يعتبر هذا الحساب أسلاف عبادة التي من الكبش من عمون ستشكل تتمة المتأخرة.

## تصنيف هنري لوت
تميز هنري لوت سبع سلاسل في فن الجدارية في جنوب أورانيان.
كف الأخل، كبير هارتيبيست

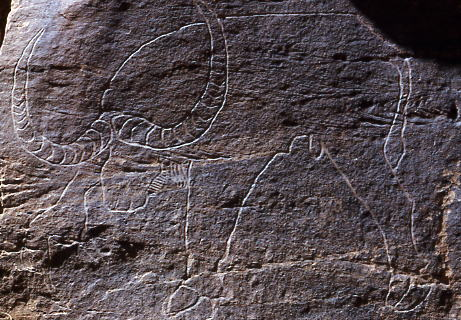
كف الأكحال، هارتيبيست ضخم

1. النقوش الكبيرة من النمط الطبيعي الضخم، أو على نطاق واسع نمط هارتيبيست. بجانب هارتبيست الكبير، والفيلة ووحيد القرن، وضعت لوت العديد من النعام والظباء، والخنازير والأسود والفهود. يتم تمثيل الحيوانات على الإطلاق في الملف الشخصي بعيدا عن هارتبيست، في الملف النسبي (صيغة العينين يجري متكررة). وضعت لوت في هذه المجموعة الصور البشرية التي ترافقها (التي اليدين والقدمين لديها دائما تقريبا ستة أرقام). لم يتم العثور على شخصية بشرية مع رأس حيوان، لاحظ أن "مجموعات الهارتيبيست من الأطلس الصحراوي تختلف عن تلك التي تاسيلي ن أجر وفزان حيث هذه الأرقام قيد التشغيل. [2]: 197 ويعتقد المؤلف أيضا أن وقد تحققت الحيوانات الأليفة في هذه الفترة، وأن جنوب أورانيان يقدم أقدم شهادات الصخور إليها، وتشمل هذه المرحلة الأولى أيضا "الحيوانات الأسطورية"، ويتم كل هذه النقوش عن طريق علامات الترقيم من النقاط الصغيرة أو أجوف، أكثر أو أقل اتصالا، ثم في معظم الأحيان من قبل تلميع على ما يبدو ساعدت من قبل أواني خشبية مع إضافة الرمل الرطب، وبعض النقوش تظهر بداية تلميع في منطقة إندوبيريغرافيك (رئيس)، والبعض الآخر تلميع كامل.

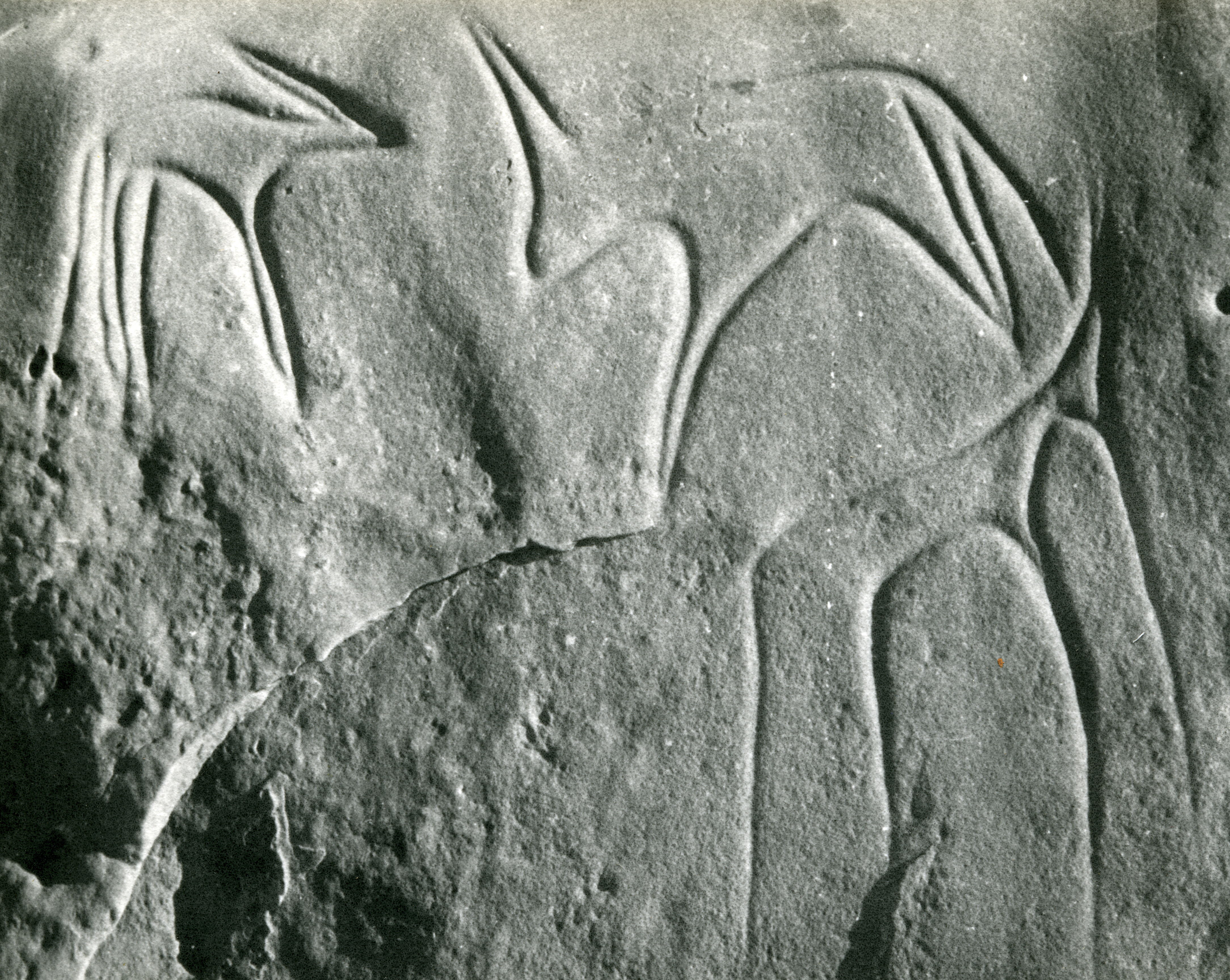
تازينا، حيوانات في اسلوب "مدرسة تازينا"

2. النقوش الصغيرة في النمط الطبيعي، أو على نطاق صغير هارتبيست المرحلة. وستشكل المرحلة من خلال جمع النقوش ذات الحجم المخفض، والتي تم تصنيف أسلوبها على أنها «مدرسة التازينا» بعد اسم أحد المواقع. هذه الصور الطبيعية تظهر نفس الحيوانات (هارتبيست، الفيل ووحيد القرن) كما تلك من المجموعة السابقة ولكن في أشكال تقليدية جدا، والساقين والذيل من الحيوانات يجري ضعيفة جدا، وخطوط قرون وكمامة لفترات طويلة في «رائعة»(فلاماند)، وإطالة الجسم، والأرباع الخلفية والرؤوس التي ألهمت التعيينات الخاطئة. على الرغم من ذلك، فإن الأسلوب غير موحد وعلى بعض الجداريات هذه التشوهات المميزة تتعايش مع صور أكثر واقعية. ومن الناحية الفنية، فإن نهاية النقوش منتظمة، ولا يوجد أثر ناجم عن التنقيط الأولي، كما أن الباتينا مماثلة لتلك التي كانت في المرحلة السابقة. تظهر الرسوم التوضيحية البشرية نفس الحرف ولكن الأجزاء النهائية من الأطراف واليدين والقدمين يتم تقريبها بشكل عام.

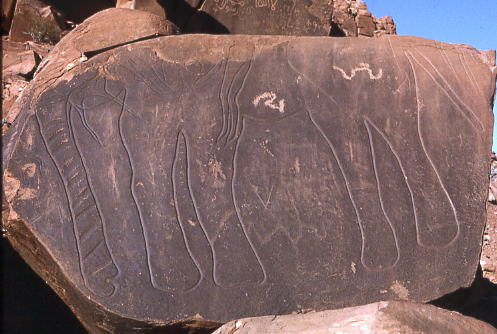
.

من وجهة نظر زمنية، محطة واحدة (كوديات عبد الحق) يظهر لا جدال فيه الإفراط في الرسم، والظباء الصغير مع الساقين الموهن يجري سحبها من قبل الفيل كبير، على الرغم من أن آخر يبدو في وقت لاحق من ذلك. هذه الحقيقة اضطرت لوت "أن يسأل نفسه إذا كانت المدرسة الصغيرة قد تكون في وقت سابق من تلك النقوش الكبيرة، أو حتى لو كانت المدرستين قد تكون معاصرة". هذه الفرضية الأخيرة كانت تعني ضمنا وجود تجمعين مختلفين للإنسان يعيشان جنبا إلى جنب، أو على الأقل مدرستان فنيتان تعملان بالتوازي ".
في تحليله يظهر لوت أنه خارج التشابه الكبير من الحيوانات ممثلة ووجود "أورانت-رام" جمعية في كلتا المرحلتين، جمعية "أورانت-هارتيبيست" لم يشار في الثانية، في حين أن الظباء هناك أكثر العديد والأسود النادرة. ويضيف أن "النمط الصغير يمتد نحو الجنوب المغربي بقدر ريو دي أورو، على الرغم من أن نمط واسع النطاق لا يزال محصورا في منطقة جنوب وهران، مع هجرات معينة نحو الشمال الشرقي". ولذلك فإن رأي صاحب البلاغ يميل نحو وجود مجموعتين. وعلاوة على ذلك، فإن أسلوب الفن الصغير الحجم، مقارنة بالأشكال الثابتة للأرقام الكبيرة، يعكس "فنا قد وصل بالفعل إلى صيغ تقليدية"، "أكثر تقدما بمعنى دافع إبداعي أكثر تطورا" وبالتالي في وقت لاحق. ولكن في هذه الفرضية يجب أن يكون قادرا على إعادة اكتشاف آثار هذا النمط المميز جدا في المجموعة اللاحقة من النقوش المتخلفة، على الرغم من أن هذه تبدو، على العكس من ذلك، تستمد من المدرسة واسعة النطاق. ويرى صاحب البلاغ في استنتاجاته أن النقوش على نطاق صغير، التي كثيرا ما يعتقد أنها ذكريات متأخرة في وقت لاحق، ستكون قديمة مثل تلك التي تحدث في هارتبيست والفيلة الكبيرة. وأوضح لوت أنه "أيا كان الحل الذي يمكن أن يسود"، ينبغي أن ينظر إلى أن هوية الحيوانات في كل من المجموعتين تشير إلى أنه لم يكن من الممكن أن يكون هناك انقضاء كبير بين الزمن، وأنه على الرغم من اختلاف الأساليب، يمكن أن تسأل نفسه إذا كانت لا تمثل تعبيرين من واحد والفن نفسه ".

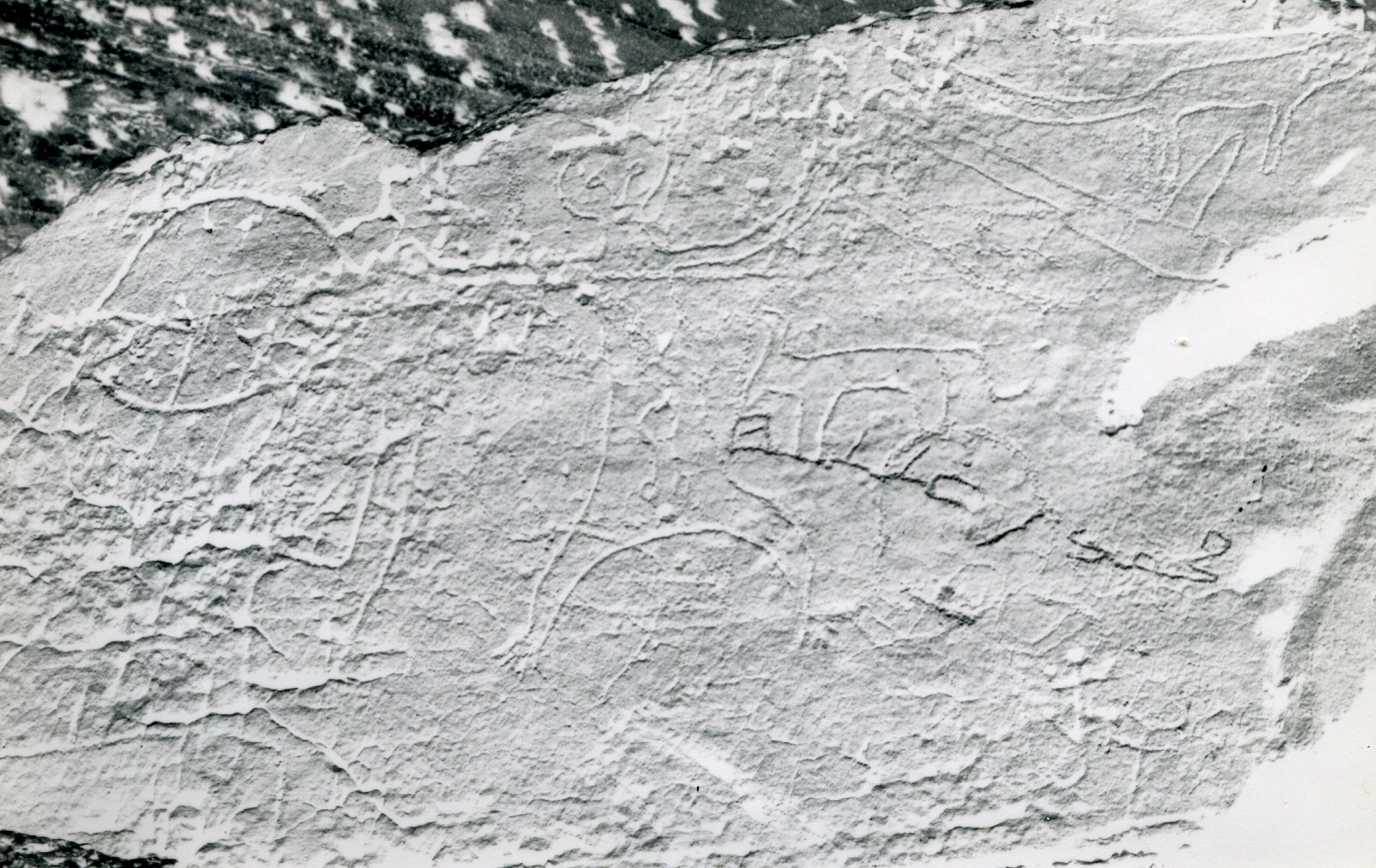

3. النقوش من نمط شبه طبيعية أو هارتيبيست منحط المرحلة. وتتميز هذه من قبل الرداءة من أسلوبها وتقنية، وانخفاض إلى التنقيط الخرقاء إلى حد ما وتلميع النهائي غير النظامية. وباتارهم أكثر وضوحا من المرحلتين السابقتين، وهي ملاحظة تؤكدها حقيقة أنها كثيرا ما توجد على نفس الجداريات. وأبعادها أقل من المجموعة الأولى، ولكنها أكبر من تلك التي في الفئة الثانية، والتي ليس لها شيء مشترك. الموضوع الأكثر شيوعا هو شخصيات جنسية عرض جنسيا، في موقف شبه الراكبة، ينظر إليها في الجبهة، في كثير من الأحيان جنبا إلى جنب مع العديد من الأسود والنعام. الحيوانات، أقل تنوعا من في المجموعتين الأولى، لا يزال يتضمن آخر تمثيل من هارتبيست التي قرون ليست دائما حلق، والصور من الفيلة والماشية والفهود. وتختفي رابطة الرجل-رام، التي تبدو "تمزق على البيئة في المراحل السابقة وتظهر تطور المعتقدات الدينية"، وحل محله جمعية أسد الرجل، هارتبيست والفيلة لم تعد تحتفظ المكان الذي كان لديهم التي كانت محتلة سابقا. ووفقا لوت، "نهاية، متدهورة جدا، من تلك الفترة الفنية الرائعة للجنوب الوهراني.

4. النقوش من نمط شبه الطبيعية من الزوج أو المرحلة البوفيدية.

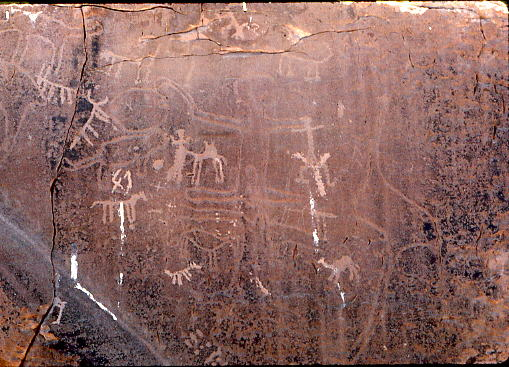
غويريت بنت سلول.

البقرة المحلية مع قرون طويلة أو قصيرة ترتدي أحيانا مجالات صغيرة تهيمن على هذه المرحلة، والحيوانات التي تتكون خلاف ذلك من الفيلة والظباء والنعام، في حين أن صور البشر نادرة. النقوش هي في أنماط مختلفة مختلفة، صيغة التخطيطي وكبيرة، ودعا «رباعي الأضلاع» من قبل H. بريويل، يبدو وكأنه أقدم. لم يتم العثور على المجموعة الرئيسية لهذه النقوش في جنوب وهران ولكن في وادي السورة (الصحراء): يفترض لوت «أصلا مختلفا عن تلك المجموعات السابقة»، يظهر «عمليات التسلل الثانوية التي تأتي من الجنوب». بالنسبة للمؤلف، «هذه الحضارة البوفيدية قد برزت بالتأكيد من وسط صحراوي، لكنها لم تظهر سوى سطحية جدا في وهران الجنوبية»، بعد المسارات من تلال كسور، ربما ربما «اتصال مباشر آخر مع الصحراء في منطقة بريسينا»
5. نقوش العربات التخطيطية، التي يجب أن تحتل مكانة زمنية مماثلة لتلك التي من عربات الصحراء.
6. نقوش ليبيكو-بربر.
7. النقوش العربية-البربرية الحديثة.

## معرض صور

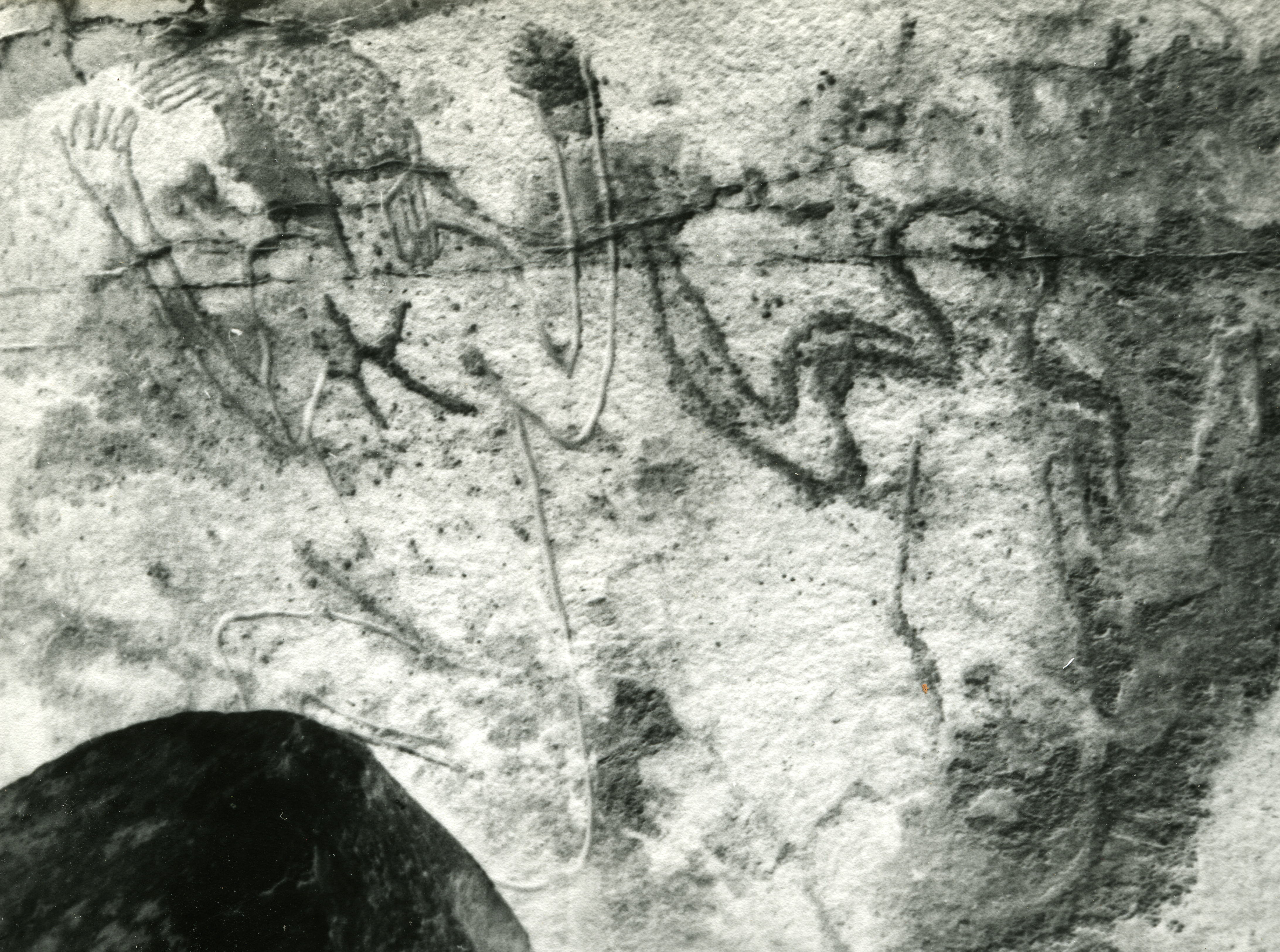
رشيڨ ديرهم، شخصيتين بشريتين
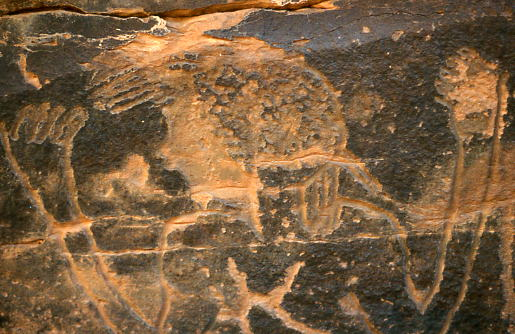
رشيڨ ديرهم (تفاصيل)
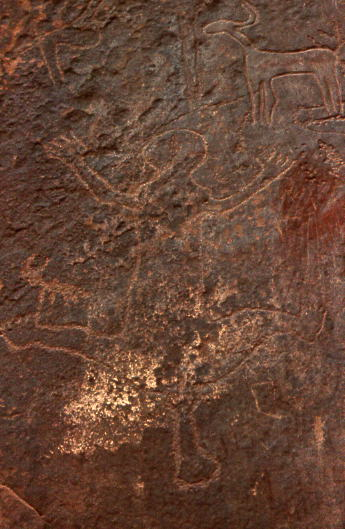
ڨلموز الابيود
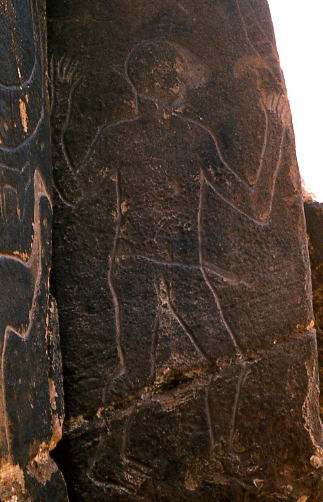
كف مكتوبة لقصر الحمر
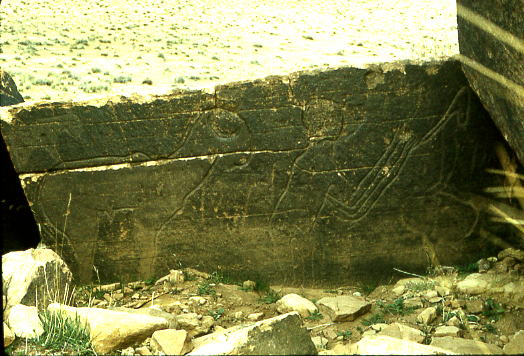
كف مكتوبة لقصر الحمر، رجل وكبش
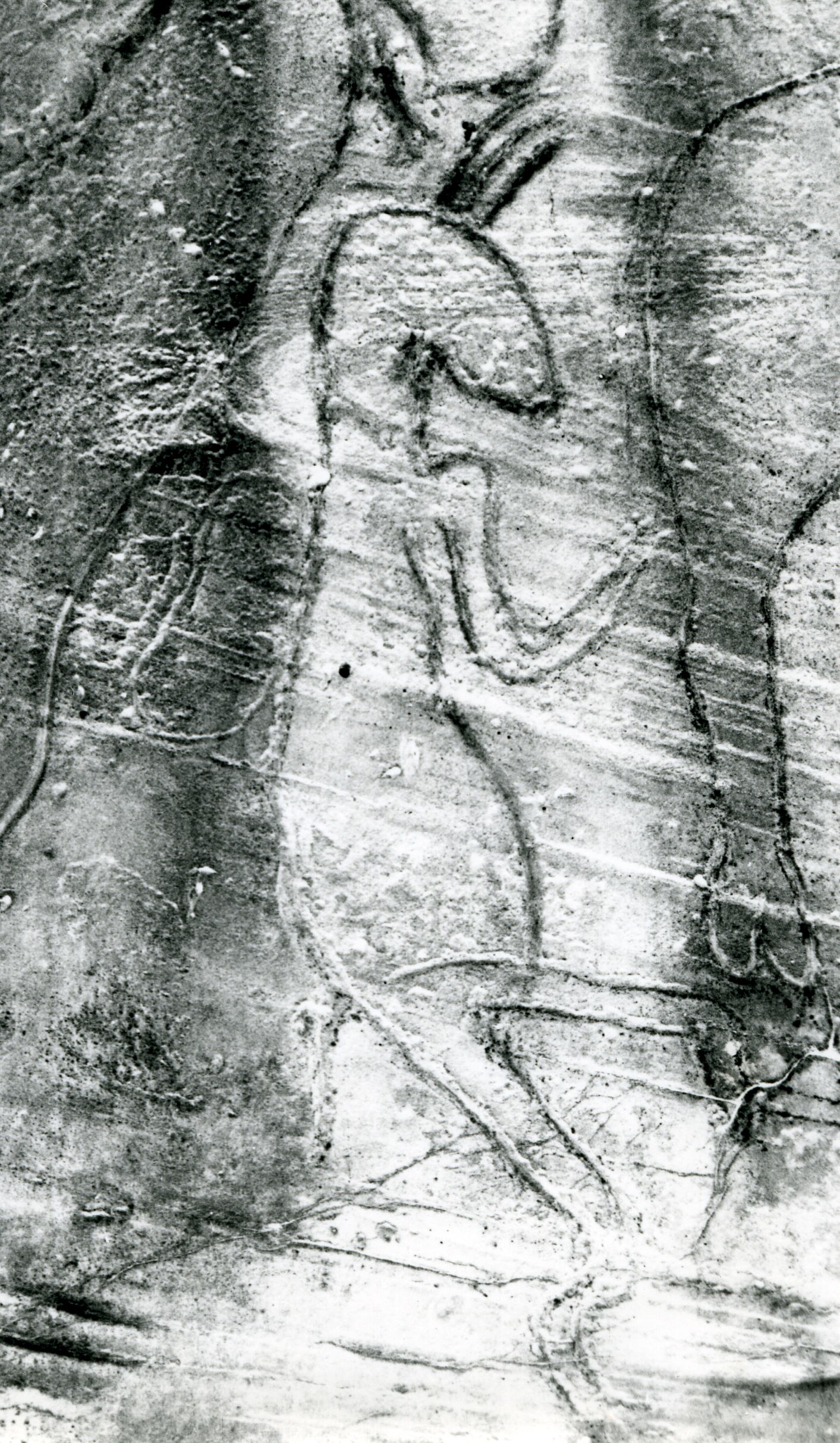
كرلوا سيدي الشيخ، إنسان
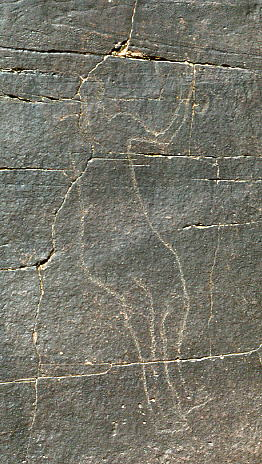
كرلوا سيدي الشيخ، إنسان
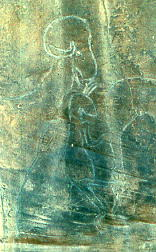
كرلوا سيدي الشيخ، نفس الإنسان
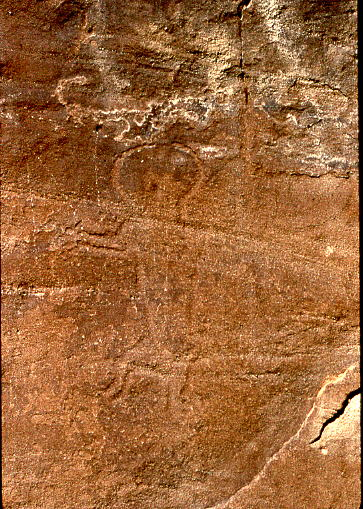
مردوفا
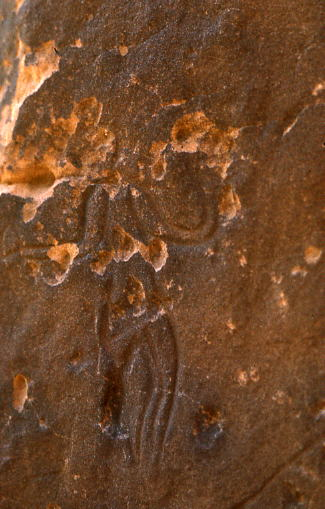
مردوفا
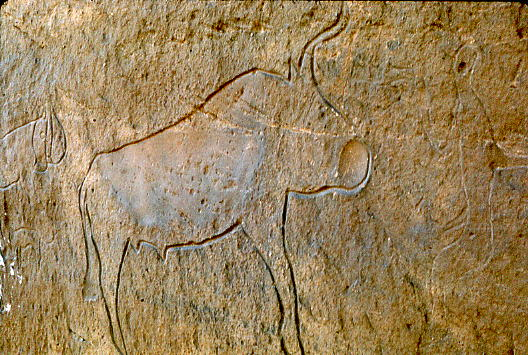
مردوا (الإنسان في اليمين)
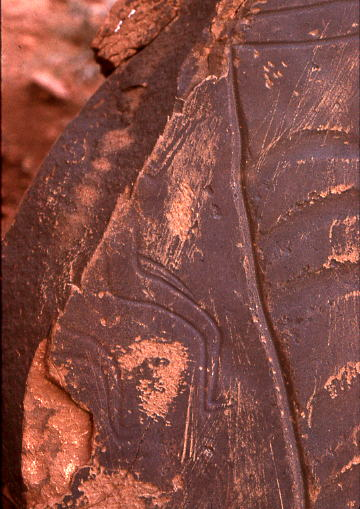
مردوفة (خبال إنسان)
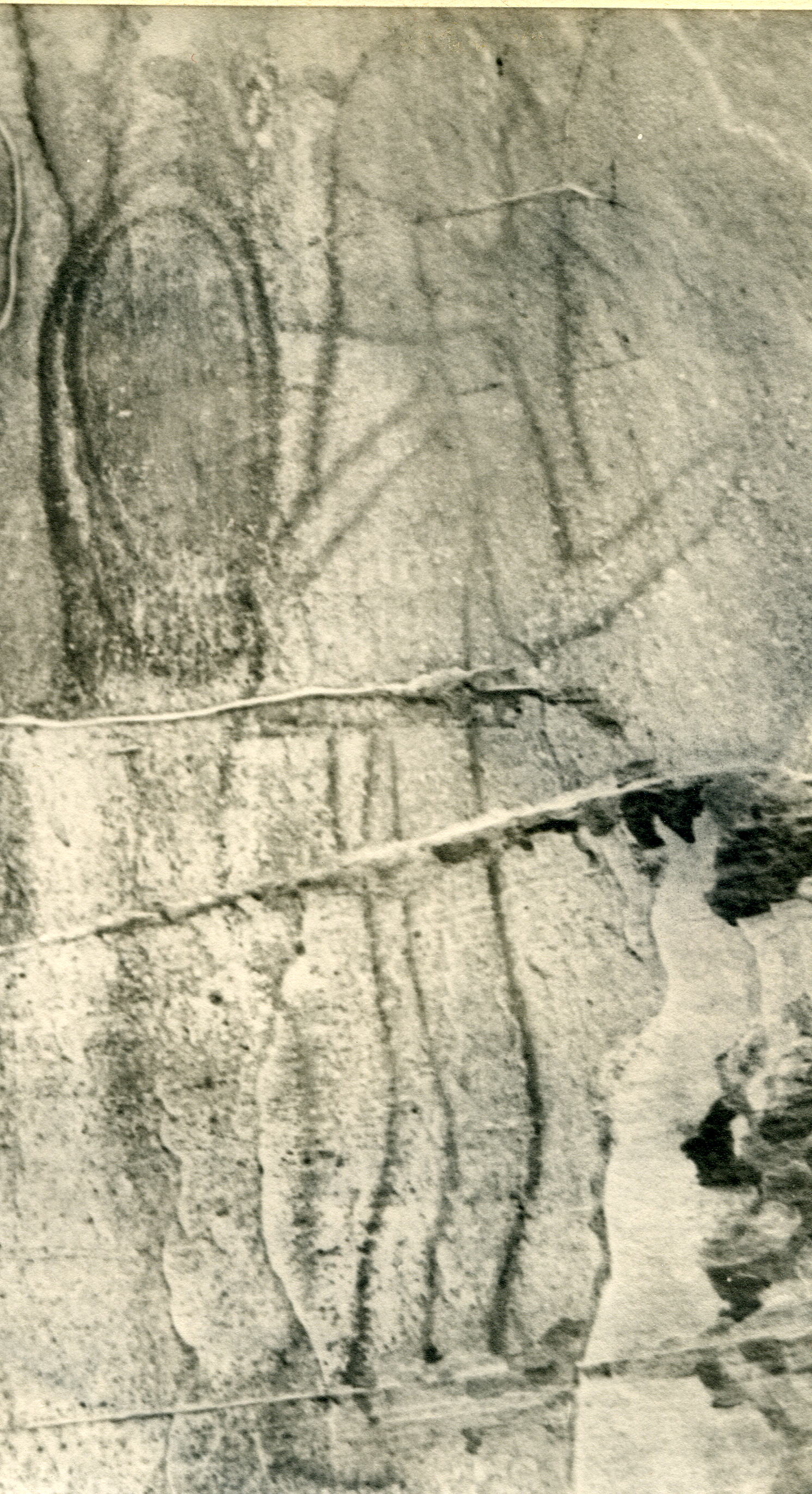
بوعلام، إنسان